# آغوش خون‌آشام
آغوش خون‌آشام (به انگلیسی: Embrace of the Vampire) فیلمی محصول سال ۱۹۹۵ و به کارگردانی آنی گورسائود است. در این فیلم بازیگرانی همچون آلیسا میلانو، مارتین کمپ، هارولد پروت، گلوری گولد، سینا رایان، سابرینا آلن، جنیفر تیلی ایفای نقش کرده‌اند.